# بيدرو مونتالفو غوميز
بيدرو مونتالفو غوميز (بالإسبانية: Pedro Montalvo Gómez)‏ هو سياسي مكسيكي، ولد في 2 يونيو 1968 في ولاية فيراكروز في المكسيك. حزبياً، نشط في الحزب الثوري المؤسساتي. وقد انتخب عضو مجلس النواب المكسيك.